# (72552) 2001 EK2
(72552) 2001 EK2 – planetoida z pasa głównego asteroid okrążająca Słońce w ciągu 4,55 lat w średniej odległości 2,75 j.a. Odkryta 1 marca 2001 roku.